# テレサ・ガリ・イザルド
テレサ・ガリ・イザルド（Teresa Galí-Izard、1968年 -）は、スペイン出身の女性ランドスケープ・アーキテクト、環境デザイナー、アグリカルチュアル・エンジニア。foaやアバロス＆ヘロス、エドゥアルド・アローヨなどの建築家らとの仕事も多数手掛ける。

## 作品
作品では、自然からの発想でプロジェクトを集中するための新しい方法を求めている。マドリードの高等技術学校（Escuela Técnica Superior）におけるランドスケープ・アーキテクチャーおよび環境学での修士課程を担当し、2012年からはバージニア大学大学院で後進育成も担当。
作品も西南海岸公園とオーデトリアム、ラヴァルボッサジョアンの埋立地の修復など多数。2000年から2010年の間にヨーロッパで行われた「パブリック・スペース」のコンペティション優秀作品選奨。
受賞歴は数多く、欧州の都市公共スペース賞、地中海の景観賞などの他、エネルギー廃棄物リサイクルカテゴリ共同のための世界建築祭でカンジョーンゴミ捨て場の回復プロジェクトも知られている。

## 経歴
農業技術エンジニアとしての訓練を受け、バルセロナのカタロニア工科大学建築学科でガーデニングや風景の中に彼女の大学院の学位を取得。 1989年から、多数の民間や都市の庭園デザイン、公園、風景への介入、自然復元、および都市計画と維持管理を取り組んできた。1989年から2003年まで、バルセロナのローチBatlle（Batlle i Roig Arquitectes）の下でフリーランス・アーキテクトを務め、プロジェクトで他のスタジオと協働。1995年に自身の設計事務所を開設し、2007年からは、2012年に建築学校の教員としても活動しているジョルディ・NebotとArquitecturaAgronomiaを設立。
著書の同じ風景：アイデアと解釈 （2006）は、計画と管理の視点から10年にわたって収集した興味深い景観の状況についての観察をコンパイルしている。 